# Revolver (álbum de Walter Franco)
Revolver é o segundo álbum de estúdio do cantor e compositor brasileiro Walter Franco, lançado em 1975. É considerado um dos álbuns mais importantes de sua carreira, tendo sido incluído na lista dos 100 maiores discos da música brasileira da Rolling Stone Brasil.

## Faixas
Todas as faixas compostas por Walter Franco, exceto onde indicado.
| Lado A |                                       |                |         |  |
| N.º    | Título                                | Compositor(es) | Duração |  |
| 1.     | "Feito Gente"                         |                | 4:47    |  |
| 2.     | "Eternamente"                         |                | 2:14    |  |
| 3.     | "Mamãe D'Água"                        |                | 4:13    |  |
| 4.     | "Partir do Alto / Animal Sentimental" |                | 3:56    |  |
| 5.     | "Um Pensamento"                       |                | 0:36    |  |
| 6.     | "Toque Frágil"                        |                | 2:24    |  |

| Lado B |                               |                              |         |  |
| N.º    | Título                        | Compositor(es)               | Duração |  |
| 7.     | "Nothing"                     |                              | 2:26    |  |
| 8.     | "Arte e Manha"                |                              | 1:56    |  |
| 9.     | "Apesar de Tudo É Muito Leve" |                              | 0:06    |  |
| 10.    | "Cachorro Babucho"            |                              | 2:51    |  |
| 11.    | "Bumbo do Mundo"              | Chico Bezerra, Walter Franco | 3:03    |  |
| 12.    | "Pirâmides"                   |                              | 1:05    |  |
| 13.    | "Cena Maravilhosa"            | Cid Franco, Walter Franco    | 3:58    |  |
| 14.    | "Revolver"                    |                              | 3:40    |  |